# Lactoremplaceur
 (décembre 2020).
Si vous disposez d'ouvrages ou d'articles de référence ou si vous connaissez des sites web de qualité traitant du thème abordé ici, merci de compléter l'article en donnant les références utiles à sa vérifiabilité et en les liant à la section « Notes et références ».
Un lactoremplaceur est un aliment destiné à remplacer le lait maternel dans les élevages de veaux ou chevrettes de renouvellement (troupeaux laitiers) et de veaux ou chevreaux de boucherie.
Par dilution dans l'eau, il fournit un aliments liquide réputé « complet (lait de remplacement) pouvant se substituer au lait ». 
L'utilisation d'un lactoremplaceur peut se faire pour des raisons économiques, sanitaires ou pratiques. Environ 40 % des veaux femelles et 80 % des veaux mâles sont nourris avec un lactoremplaceur. 

## Mode d'emploi
La technique de délayage habituelle est la suivante :
- verser de l'eau à 50 °C dans un seau - environ la moitié du volume final souhaité,
- ajouter la poudre (125 g/l de buvée à 175 g/l de buvée pour les veaux - 150 à 175 g/l de buvée pour les chevrettes),
- brasser énergiquement,
- compléter avec de l'eau pour obtenir le volume final souhaité.
La température de distribution conseillée est de 40 à 42 °C.
Des distributeurs automatiques de lait (DAL) ou des louves (système d'alimentation en libre service pour chevrettes ou chevreaux) existent afin de faciliter le travail de l'éleveur.
Des plans d'alimentation donnent les quantités de lait reconstitué à distribuer.
Exemple de plan d'alimentation pour veau de renouvellement :
De l'eau, du fourrage et des aliments concentrés doivent être en libre service en complément de l'apport de lait.
| Âge                 | nombre de repas/jour   | L de lait entier ou reconstitué*/repas |
| ------------------- | ---------------------- | -------------------------------------- |
| Naissance à 3 jours | 3 le 1er jour, 2 après | 2 (colostrum)                          |
| 4 à 7 jours         | 2                      | 2                                      |
| 2 semaines          | 2                      | 2,25                                   |
| 3 semaines          | 2                      | 2,5                                    |
| 4 semaines          | 2                      | 3                                      |
| 5 semaines          | 2                      | 3                                      |
| 6 semaines          | 2                      | 3                                      |
| 7 semaines          | 2                      | 2,5                                    |
| 8 semaines          | 2                      | 2                                      |
| 9 semaines          | 1                      | 2                                      |

Le gain moyen de croissance attendu avec ce plan d'alimentation est de 800 à 900 g/j. Le sevrage des veaux se fait lorsqu'ils consomment 2 kg d'aliment dit concentré (du commerce ou fermier), signe que le rumen est fonctionnel. En général, le veau a alors doublé son poids de naissance.
Exemple de plan d'alimentation pour chevrettes à la louve :
| Semaine | Type d'aliment d'allaitement                        | g/l d'eau |
| ------- | --------------------------------------------------- | --------- |
| 1 à 4   | Démarrage (% élevé de matières premières laitières) | 180       |
| 5 à 9   | Classique                                           | 160       |

Le sevrage s'effectue lorsque la chevrette consomme environ 200 g d'aliment concentré et lorsque son poids est de 15-16 kg (gain moyen quotidien : 200 g).

## Ingrédients, composition
Il contient 
- des matières d'origine lactique (Lait écrémé en poudre, Lactosérum, Lactosérum délactosé, Lactoséreum délactosé déminéralisé, WPC (protéines de lactosérum, généralement concentrées), caséinate, babeurre...)[1] ;
- de graisses animales (Suif alimentaire, saindoux alimentaire; huile de poisson hydrogénée et désodorisée[2]) ou végétales (Huiles végétales raffinées, coprah, huile de palme)[1]. Les graisses animales fondues issues d’os de ruminant ont été interdites en alimentation humaine à partir de 2000 en France[3] ;
- des protéines végétales (farine de blé, de soja[4], fécule de pomme de terre...)[1] ou animales (protéines animales transformées (PAT) sous forme de farine de poisson (« hydrolysats de poissons »[5],[2]) mais pas de farines de viande et d'os selon l'AFSSA) ;
- des amylacées (Amidon cru, amidon prégélatinisé, farine de blé)
- divers additifs (Vitamines, oligoéléments, minéraux.... jusqu'à une quarantaine d'ingrédients)[1] composant 2 à 3 % de l'aliment[2]. Selon l'AFSA, le phosphate bicalcique dérivé de déchets d'abattoirs doit être considéré comme matière à risque[2]

Composition typique
| Contenu                                | Taux (en %) |
| -------------------------------------- | ----------- |
| Protéines animales ou végétales brutes | 20 à 26 %   |
| Matières grasses brutes                | 16 à 24 %   |
| Lactose                                | 40,0 %      |
| Amylacées                              | 6,0 %       |
| Cendres brutes                         | 7,5 %       |
| Fibres alimentaires brutes             | 0 à 0,5 %   |
| Humidité                               | 2,5 à 4,5 % |

Le % de protéines varie en fonction de l'objectif de croissance. La matière grasse est plus élevée dans les lactoremplaceurs pour chevrettes et chevreaux afin d'augmenter leur teneur en énergie. Le % d'ingrédients végétaux (hors matières grasses) influence le prix de revient. Habituellement, les lactoremplaceurs à très faible % d'ingrédients végétaux sont destinés aux premières semaines de vie. 
Sept fabricants de lactoremplaceurs sont présents en France. Leur fabrication est estimée à environ 500 000 T/an.

## Usages
Selon une commission d'enquête sénatoriale créée à la suite de la crise de la vache folle, les lactoremplaceurs sont majoritairement utilisés chez le veau de boucherie. Ce dernier en consomme environ 250 kg jusqu'à l'âge de cinq mois (alors que le veau d'élevage n'en consomme que 25 à 50 kg jusqu'à l'âge de deux à trois mois et les ovins et caprins de 10 à 25 kg jusqu'à l'âge de trois mois)

Selon l'AFSA, les lactoremplaceurs donnés aux poulains sont faits avec des produits lactés.
Les lactoremplaceurs sont obligatoires dans les troupeaux touchés par la paratuberculose pour éviter la transmission de la maladie.
Ils peuvent s'avérer plus économiques que le lait entier pour nourrir les petits, notamment lorsque les cours du lait de vache ou de chèvre sont élevés.
Ils permettent de séparer le temps de traite et le temps d'alimentation : la dérivation du lait vers des bidons et leurs transports jusqu'à la nurserie ne sont pas nécessaires. Cela facilite le travail lorsque l'éleveur est seul. 

## Risques sanitaires
L'AFSSA constatait en 2011  « dans tous les cas dépistés (d'ESB) que de l’aliment jeune bovin avait été consommé par les animaux malades (...) » « dans la première année de vie des animaux. » Or, poursuit l'AFSSA, « l’aliment « jeune bovin » n’est pas systématiquement utilisé en France, ni dans les élevages laitiers, ni dans les élevages allaitants. »
« Une étude cas/témoins [Jarrige et al., soumis] a mis en évidence la consommation d’aliments concentrés par les bovins pendant leurs deux premières années de vie, comme principale source de contamination des cas d’encéphalopathie spongiforme bovine (ESB) nés après l’interdiction des farines animales en France en 1990 (cas dits NAIF) » Et les lactoremplaceurs ont tous joué un rôle dans la diffusion de prions pathogènes ; Les graisses animales et en particulier les « graisses d’os » issues de l'équarrissage ont en effet pu contenir des prions pathogènes et être source de « cas naïf » (c'est-à-dire issus de parents non contaminés) d'ESBC.